# Lockerbia palmicola
Lockerbia palmicola är en svampart som beskrevs av K.D. Hyde 1994. Lockerbia palmicola ingår i släktet Lockerbia, klassen Sordariomycetes, divisionen sporsäcksvampar och riket svampar.   Inga underarter finns listade i Catalogue of Life.